# Gasteracantha westringi
Gasteracantha westringi är en spindelart som beskrevs av Eugen von Keyserling 1864. Gasteracantha westringi ingår i släktet Gasteracantha och familjen hjulspindlar. Inga underarter finns listade i Catalogue of Life.